# Ковель, Валентина Павловна
Валенти́на Па́вловна Ко́вель (23 января 1923, Петроград — 15 ноября 1997, Санкт-Петербург) — советская российская актриса театра и кино. Народная артистка СССР (1988).

## Биография
Валентина Ковель родилась 23 января 1923 года (по другим источникам — 13 января 1921 года) в Петрограде.
В 1946 году окончила актёрский факультет Ленинградского театрального института (мастерская Н. Е. Серебрякова).
С 1946 года выступала на сцене Ленинградского театр драмы им. А. С. Пушкина. В 1966 году вместе с мужем, В. А. Медведевым была приглашена в Ленинградский академический Большой драматический театр имени М. Горького (БДТ) (ныне — имени Г. А. Товстоногова). В этом театре служила до конца жизни. Среди лучших ролей, сыгранных на сцене БДТ — Эстер в «Цене» А. Миллера, Кабато в «Хануме» А. А. Цагарели, Вязопуриха в «Истории Лошади», Клара Цаханассьян в «Визите старой дамы» Ф. Дюрренматта.
В последние годы жизни сотрудничала с Театром сатиры на Васильевском.
Умерла 15 ноября 1997 года в Санкт-Петербурге на 75-м году жизни. Похоронена в Санкт-Петербурге на Большеохтинском кладбище рядом с мужем Вадимом Медведевым.

### Семья
Первый муж — Игорь Рафаилович Домбек (29.05.1924, Ростов-на-Дону - 29.08.2018, Германия), актёр театра и кино.
- Дочь — Екатерина Игоревна Кончакова (в девичестве Домбек).

Второй муж — Вадим Александрович Медведев (1929—1988), актёр театра и кино, Народный артист РСФСР.

## Награды и звания
- Заслуженная артистка РСФСР (22.04.1965)
- Народная артистка РСФСР (05.06.1978)[4]
- Народная артистка СССР (14.02.1988)[2]
- Специальный диплом на Первом фестивале современной драматургии в Смоленске (1991).

## Творчество

### Роли в театре

#### Театр драмы им. А. С. Пушкина
- «Дальняя дорога» А. Н. Арбузова — Лешка
- 1952 — «Ревизор» Н. В. Гоголя — Марья Антоновна
- 1954 — «Годы странствий» А. Н. Арбузова — Зойка Толоконцева[2]
- 1954 — «Они знали Маяковского» В. И. Катаняна — Корзинкина, рабфаковка
- 1956 — «Второе дыхание» А. А. Крона — Колодуб, командир гвардейского корабля
- 1957 — «На дне» М. Горького — Настя
- 1957 — «Сонет Петрарки» Н. Ф. Погодина — Клара
- 1958 — «Правда — хорошо, а счастье лучше» А. Н. Островского — Поликсена
- 1962 — «Добрый человек из Сычуани» Б. Брехта — вдова Цинь
- 1963 — «Гроза» А. Н. Островского — Варвара
- 1964 — «На диком бреге» по Б. Н. Полевому — Мурка
- 1965 — «Дикий капитан» Ю. Смуула — Матильда

#### Большой драматический театр им. М. Горького
- 1967 — «Традиционный сбор» В. С. Розова — Лидия Белова
- 1967 — «...Правду! Ничего, кроме правды!!!» Д. Н. Аль — Исторический персонаж
- 1968 — «Цена» А. Миллера. Постановка Р. А. Сироты — Эстер[2]
- 1969 — «Два театра» Е. Шанявского — Мать
- 1969 — «Король Генрих IV» У. Шекспира — Олицетворение молвы
- 1971 — «Валентин и Валентина» М. М. Рощина. Постановка А. Г. Товстоногова — Мать Валентина
- 1971 — «Тоот, другие и майор» И. Эркеня — Маришка
- 1972 — «Ревизор» Н. В. Гоголя. Постановка Г. А. Товстоногова — Пошлёпкина
- 1972 — «Ханума» А. А. Цагарели, музыка Гия Канчели. Постановка Г. А. Товстоногова — Кабато
- 1974 — «Прошлым летом в Чулимске» А. В. Вампилова. Постановка Г. А. Товстоногова — Анна Васильевна
- 1974 — «Энергичные люди» В. М. Шукшина. Постановка Г. А. Товстоногова — Вера Сергеевна[5]
- 1974 — «Три мешка сорной пшеницы» В. Ф. Тендрякова. Постановка Г. А. Товстоногова — Манька[2][6]
- 1975 — «История лошади», инсценировка М. Г. Розовского по повести Л. Н. Толстого «Холстомер», стихи Ю. Е. Ряшенцева. Постановка Г. А. Товстоногова — Вязопуриха; она же Матье; она же Мари
- 1976 — «Молодая хозяйка Нискавуори» Х. Вуолийоки — Юзе
- 1978 — «Пиквикский клуб» Ч. Диккенса — Миссис Бардл
- 1979 — «Мы, нижеподписавшиеся» А. И. Гельмана — Виолетта Матвеевна Нуйкина
- 1979 — «Влияние гамма-лучей на бледно-жёлтые ноготки» П. Зинделя — Беатрис
- 1980 — «Перечитывая заново», постановка А. Г. Товстоногова — Ведущая
- 1983 — «Смерть Тарелкина», мюзикл А. Н. Колкера и В. М. Вербина по пьесе А. В. Сухово-Кобылина. Постановка Г. А. Товстоногова — Брандахлыстова
- 1983 — «Скорбящие родственники» Б. Нушича — Сарка
- 1985 — «На всякого мудреца довольно простоты» А. Н. Островского. Постановка Г. А. Товстоногова — Манефа[2]
- 1986 — «Иван» А. Кудрявцева — Марья
- 1987 — «На дне» М. Горький — Квашня
- 1989 — «За чем пойдешь, то и найдешь» А. Н. Островского — Красавина
- 1989 — «Визит старой дамы» Ф. Дюрренматта. Постановка В. Е. Воробьева — Клер Цаханесян
- 1993 — «Семейный портрет с посторонним» С. Л. Лобозёрова. Постановка А. Н. Максимов — Бабка
- 1993 — «Призраки» Э. де Филиппо — Кармела
- 1996 — «Фома» Ф. М. Достоевского — Генеральша.

#### Театр Сатиры на Васильевском
- 1996 — «Бабочка… Бабочка», по пьесе А. Николаи. Режиссёр Р. Г. Виктюк — Эдда[7]

### Телеспектакли
- 1960 — «Третья, патетическая» — Клава, жена Куманина
- 1965 — «Жизнь Галилея»
- 1968 — «Принц Наполеон» — графиня Монтолон, бывшая возлюбленная Луи
- 1968 — «Пять миллионов» — мадам Бранден
- 1968 — «Юморески Валентина Катаева» (новелла «Шубка») — жена
- 1969 — «Правду! Ничего, кроме правды!» — Екатерина Константиновна Брешко-Брешковская, эсерка в молодости
- 1970-е — «Игра воображения» — Конягина
- 1972 — «Иван, третий сын» — Баба Яга
- 1978 — «Ханума» — Кабато
- 1979 — «Влияние гамма-лучей на бледно-желтые ноготки» — Бетти
- 1980 — «В поте лица своего» — Бесфамильная
- 1981 — «Мегрэ и человек на скамейке» — мадам Жибон, хозяйка меблированных комнат
- 1985 — «Криминальный талант» — Анна Михайловна Карпова, уборщица в НИИ
- 1986 — «БДТ тридцать лет спустя» — Брандахлыстова (сцена из спектакля «Смерть Тарелкина»
- 1986 — «Пиквикский клуб» (реж. Е. И. Макаров и Г. А. Товстоногов) — миссис Бардл
- 1989 — «Энергичные люди» — Вера Сергеевна Кузькина
- 1989 — «История лошади» — Матье / Вязопуриха / Мария
- 1989 — «Смерть Тарелкина» — Брандахлыстова
- 1991 — «Сказка за сказкой» — Канимура

### Фильмография
- 1957 — Дон Кихот — женщина с постоялого двора
- 1957 — Рядом с нами — официантка
- 1966 — В городе С. — жена ревнивца на балу в клубе
- 1967 — Зелёная карета — актриса Александринского театра
- 1970 — Салют, Мария! — Галина Андреевна, подруга Махно
- 1971 — Шутите? (киноальманах) (новелла «Шутите?») — тётка Татьяна, колхозница
- 1974 — Рождённая революцией — Нюрка, сутенёрша (3-я серия)
- 1975 — Прошу слова — Татьяна, секретарь Елизаветы Уваровой
- 1976 — Весёлое сновидение, или Смех и слёзы — Каргана, дама пик
- 1981 — Трижды о любви — Анна Макаровна Лобанова, мать Василия
- 1982 — Магистраль — Татьяна Алексеевна, секретарша заместителя начальника дороги
- 1983 — Средь бела дня… — мать Столярова
- 1984 — Прохиндиада, или Бег на месте — Маргарита, коллега Любомудрова
- 1988 — Прошедшее вернуть — горничная Клары Скамбричио
- 1988 — Собачье сердце — пациентка
- 1991 — Исчадье ада — эпизод
- 1991 — Мой лучший друг генерал Василий, сын Иосифа — coседка
- 1992 — Короткое дыхание любви — Клавдия Михайловна
- 1992 — Удачи вам, господа! — кадровичка
- 1994 — Год собаки — бабушка Сергея
- 1994 — Колесо любви — колдунья Клара
- 1994 — Русская симфония — Семёновна

### Память
- 2008 — Насмешливое счастье Валентины Ковель (документальный фильм)